# Frankrijk op de Olympische Winterspelen 2002
Tijdens de Olympische Winterspelen van 2002, die in Salt Lake City (Verenigde Staten) werden gehouden, nam Frankrijk voor de negentiende keer deel.

## Medailleoverzicht
| Sport          | Olympiër                                                     | Discipline                | Medaille |
| -------------- | ------------------------------------------------------------ | ------------------------- | -------- |
| Alpineskiën    | Jean-Pierre Vidal                                            | slalom (m)                | Goud     |
| Alpineskiën    | Carole Montillet                                             | afdaling (v)              | Goud     |
| Kunstrijden    | Marina Anissina Gwendal Peizerat                             | ijsdansen                 | Goud     |
| Snowboarden    | Isabelle Blanc                                               | parallelreuzenslalom (v)  | Goud     |
| Alpineskiën    | Sébastien Amiez                                              | slalom (m)                | Zilver   |
| Alpineskiën    | Laure Pequegnot                                              | slalom (v)                | Zilver   |
| Biatlon        | Raphaël Poirée                                               | 12,5 km achtervolging (m) | Zilver   |
| Snowboarden    | Doriane Vidal                                                | halfpipe (v)              | Zilver   |
| Snowboarden    | Karine Ruby                                                  | parallelreuzenslalom (v)  | Zilver   |
| Biatlon        | Gilles Marguet Vincent Defrasne Julien Robert Raphaël Poirée | 4x7,5 km estafette (m)    | Brons    |
| Freestyleskiën | Richard Gay                                                  | moguls (m)                | Brons    |

## Deelnemers en resultaten
(m) = mannen, (v) = vrouwen 

### Alpineskiën
| Olympiër               | Discipline       | Resultaat | Prestatie                                                        |
| ---------------------- | ---------------- | --------- | ---------------------------------------------------------------- |
| Sébastien Amiez        | slalom (m)       | Zilver    | 1.41,82 (+0,76) — 50,16+51,66                                    |
| Pierrick Bourgeat      | slalom (m)       | dnf-2     | opgave run 2 — 50,54+dnf                                         |
| Joël Chenal            | reuzenslalom (m) | 21e       | 2.27,08 (+3,80) — 1.13,76+1.13,32                                |
| Frédéric Covili        | reuzenslalom (m) | 15e       | 2.25,65 (+2,37) — 1.13,70+1.11,95                                |
| Claude Crétier         | afdaling (m)     | 5e        | 1.39,96 (+0,83)                                                  |
| Claude Crétier         | super g (m)      | dnf       | opgave                                                           |
| Pierre-Emmanuel Dalcin | afdaling (m)     | 11e       | 1.40,58 (+1,45)                                                  |
| Antoine Dénériaz       | afdaling (m)     | 12e       | 1.40,74 (+1,61)                                                  |
| Antoine Dénériaz       | combinatie (m)   | 21e       | 3.31,97 (+14,41) afdaling: 1.41,91 slalom: 1.50,06 — 51,82+58,24 |
| Sébastien Fournier     | afdaling (m)     | 10e       | 1.40,39 (+1,26)                                                  |
| Sébastien Fournier     | super g (m)      | 15e       | 1.23,82 (+2,24)                                                  |
| Gaëtan Llorach         | combinatie (m)   | dnf-s1    | opgave slalom run 1 afdaling: 1.40,56                            |
| Vincent Millet         | reuzenslalom (m) | dnf-2     | opgave run 2 — 1.14,03+dnf                                       |
| Christophe Saioni      | super g (m)      | 20e       | 1.24,28 (+2,70)                                                  |
| Jean-Pierre Vidal      | slalom (m)       | Goud      | 1.41,06 — 48,01+53,05                                            |
|                        |                  |           |                                                                  |
| Ingrid Jacquemod       | afdaling (v)     | 23e       | 1.42,70 (+3,14)                                                  |
| Ingrid Jacquemod       | super g (v)      | 22e       | 1.16,17 (+2,58)                                                  |
| Carole Montillet       | afdaling (v)     | Goud      | 1.39,56                                                          |
| Carole Montillet       | super g (v)      | 7e        | 1.14,28 (+0,69)                                                  |
| Carole Montillet       | reuzenslalom (v) | 18e       | 2.34,53 (+4,52) — 1.18,14+1.16,39                                |
| Christel Pascal-Saioni | reuzenslalom (v) | 25e       | 2.36,40 (+6,39) — 1.18,92+1.17,48                                |
| Christel Pascal-Saioni | slalom (v)       | dnf-1     | opgave run 1                                                     |
| Laure Pequegnot        | reuzenslalom (v) | 33e       | 2.39,25 (+9,24) — 1.19,99+1.19,26                                |
| Laure Pequegnot        | slalom (v)       | Zilver    | 1.46,17 (+0,07) — 52,32+53,85                                    |
| Mélanie Suchet         | afdaling (v)     | 15e       | 1.41,15 (+1,59)                                                  |
| Mélanie Suchet         | super g (v)      | 10e       | 1.14,83 (+1,24)                                                  |
| Vanessa Vidal          | slalom (v)       | 7e        | 1.48,11 (+2,01) — 53,70+54,41                                    |

### Biatlon
| Olympiër                                                                     | Discipline                | Resultaat | Prestatie |
| ---------------------------------------------------------------------------- | ------------------------- | --------- | --- |
| Ferréol Cannard                                                              | 20 km (m)                 | 77e       | 1:01.32,9 (+10.29,6) pen.: 5 (1 + 1 + 1 + 2) |
| Vincent Defrasne                                                             | 10 km sprint (m)          | 21e       | 26.36,7 (+1.45,4) pen.: 2 (1 + 1) |
| Vincent Defrasne                                                             | 12,5 km achtervolging (m) | 18e       | +1.59,0 pen.: 3 (0 + 0 + 2 + 1) |
| Vincent Defrasne                                                             | 20 km (m)                 | 37e       | 56.20,3 (+5.17,0) pen.: 3 (1 + 1 + 0 + 1) |
| Gilles Marguet                                                               | 10 km sprint (m)          | 66e       | 28.20,1 (+3.28,8) pen.: 4 (1 + 3) |
| Raphaël Poirée                                                               | 10 km sprint (m)          | 9e        | 25.56,9 (+1.05,6) pen.: 2 (0 + 2) |
| Raphaël Poirée                                                               | 12,5 km achtervolging (m) | Zilver    | +43,0 pen.: 1 (0 + 1 + 0 + 0) |
| Raphaël Poirée                                                               | 20 km (m)                 | 10e       | 52.52,9 (+1.49,6) pen.: 2 (0 + 1 + 0 + 1) |
| Julien Robert                                                                | 10 km sprint (m)          | 35e       | 27.05,1 (+2.13,8) pen.: 2 (1 + 1) |
| Julien Robert                                                                | 12,5 km achtervolging (m) | 39e       | +4.20,8 pen.: 4 (2 + 1 + 1 + 0) |
| Julien Robert                                                                | 20 km (m)                 | 54e       | 57.54,0 (+6.50,7) pen.: 3 (1 + 0 + 0 + 2) |
| Team Gilles Marguet Vincent Defrasne Julien Robert Raphaël Poirée            | 4x7,5 km estafette (m)    | Brons     | 1:24.36,6 (+54,3) pen.: 0-6 22.25,1 pen.: 0-1 (0-1 + 0-0) 20.22,1 pen.: 0-2 (0-1 + 0-1) 21.36,3 pen.: 0-3 (0-1 + 0-2) 20.13,1 pen.: 0-0 (0-0 + 0-0)    |
|                                                                              |                           |           | |
| Sandrine Bailly                                                              | 7,5 km sprint (v)         | 7e        | 21.35,7 (+54,3) pen.: 1 (0 + 1) |
| Sandrine Bailly                                                              | 10 km achtervolging (v)   | 17e       | +1.49,5 pen.: 4 (2 + 0 + 0 + 2) |
| Florence Baverel-Robert                                                      | 7,5 km sprint (v)         | 5e        | 21.27,9 (+46,5) pen.: 0 (0 + 0) |
| Florence Baverel-Robert                                                      | 10 km achtervolging (v)   | 14e       | +1.32,1 pen.: 3 (1 + 0 + 0 + 2) |
| Florence Baverel-Robert                                                      | 15 km (v)                 | 11e       | 49.10,2 (+1.41,1) pen.: 2 (0 + 0 + 2 + 0) |
| Sylvie Becaert                                                               | 15 km (v)                 | 16e       | 50.09,0 (+2.39,9) pen.: 2 (0 + 0 + 0 + 2) |
| Delphine Burlet                                                              | 7,5 km sprint (v)         | 23e       | 22.37,7 (+1.56,3) pen.: 1 (1 + 0) |
| Delphine Burlet                                                              | 10 km achtervolging (v)   | 33e       | +3.40,7 pen.: 3 (0 + 0 + 3 + 0) |
| Delphine Burlet                                                              | 15 km (v)                 | 26e       | 51.19,2 (+3.50,1) pen.: 2 (1 + 0 + 1 + 0) |
| Corinne Niogret                                                              | 7,5 km sprint (v)         | 9e        | 21.50,3 (+1.08,9) pen.: 0 (0 + 0) |
| Corinne Niogret                                                              | 10 km achtervolging (v)   | 27e       | +3.27,6 pen.: 3 (1 + 2 + 0 + 0) |
| Corinne Niogret                                                              | 15 km (v)                 | 21e       | 50.49,6 (+3.20,5) pen.: 1 (0 + 1 + 0 + 0) |
| Team Delphine Burlet Florence Baverel-Robert Sandrine Bailly Corinne Niogret | 4x7,5 km estafette (v)    | 9e        | 1:31.09,3 (+3.14,3) pen.: 0-11 22.45,4 pen.: 0-2 (0-1 + 0-1) 22.46,1 pen.: 0-3 (0-0 + 0-3) 22.35,6 pen.: 0-4 (0-3 + 0-1) 23.02,2 pen.: 0-2 (0-0 + 0-2) |

### Bobsleeën
| Olympiër (deelname)                                              | Discipline                 | Resultaat | Prestatie                                       |
| ---------------------------------------------------------------- | -------------------------- | --------- | ----------------------------------------------- |
| Bruno Mingeon Emmanuel Hostache                                  | 2-mansbob (m) Frankrijk I  | 13e       | 3.12,68 (+2,57) (48,23 / 48,03 / 48,27 / 48,15) |
| Bruno Mingeon Eric Le Chanony Christophe Fouquet Alexandre Arbez | 4-mansbob (m) Frankrijk I  | 5e        | 3.08,56 (+1,05) (46,92 / 46,86 / 47,25 / 47,53) |
| Bruno Thomas Michel André Thibault Giroud Philippe Paviot        | 4-mansbob (m) Frankrijk II | 10e       | 3.09,20 (+1,69) (46,88 / 47,03 / 47,47 / 47,82) |

### Curling
| Olympiër                                                                          | Discipline | Resultaat | Prestatie |
| --------------------------------------------------------------------------------- | ---------- | --------- | --- |
| Dominique Dupont Roc Jan Henri Ducroz Thomas Dufour Spencer Mugnier Philippe Caux | mannen     | 10e       | Groepsfase: 5- 9 Frankrijk - Duitsland 7- 8 Frankrijk - Denemarken 2- 9 Frankrijk - Noorwegen 1- 8 Frankrijk - Canada 5- 6 Frankrijk - Finland 3- 8 Frankrijk - Verenigde Staten 6- 9 Frankrijk - Zweden 3- 7 Frankrijk - Zwitserland 3- 7 Frankrijk - Groot-Brittannië |

### Freestyleskiën
| Olympiër (deelname)      | Discipline | Resultaat | Prestatie                         |
| ------------------------ | ---------- | --------- | --------------------------------- |
| Richard Gay              | moguls (m) | Brons     | 26,91 p. (kwalificatie: 25,86 p.) |
| Cédric Regnier-Lafforgue | moguls (m) | 11e       | 25,63 p. (kwalificatie: 24,87 p.) |
| Laurent Niol             | moguls (m) | 12e       | 25,00 p. (kwalificatie: 24,46 p.) |
| Johann Grégoire          | moguls (m) | 14e       | 22,77 p. (kwalificatie: 24,97 p.) |
| Sandra Laoura            | moguls (v) | 8e        | 24,12 p. (kwalificatie: 23,54 p.) |
| Kathleen Allais          | moguls (v) | 24e       | dnq (kwalificatie: 20,54 p.)      |

### Kunstrijden
| Olympiër (deelname)                   | Discipline | Resultaat | Prestatie                                                 |
| ------------------------------------- | ---------- | --------- | --------------------------------------------------------- |
| Frédéric Dambier                      | mannen     | 11e       | 16,5 p. (korte kür: 11 - lange kür: 11)                   |
| Brian Joubert                         | mannen     | 14e       | 20,5 p. (korte kür: 17 - lange kür: 12)                   |
| Laetitia Hubert                       | vrouwen    | 15e       | 22,0 p. (korte kür: 14 - lange kür: 15)                   |
| Vanessa Gusmeroli                     | vrouwen    | 16e       | 22,0 p. (korte kür: 10 - lange kür: 17)                   |
| Marina Anissina Gwendal Peizerat      | ijsdansen  | Goud      | 2,0 p. (verpl.1: 1 - verpl.2: 1 - org.: 1 - vrij: 1)      |
| Isabelle Delobel Olivier Schoenfelder | ijsdansen  | 16e       | 31,2 p. (verpl.1: 14 - verpl.2: 14 - org.: 16 - vrij: 16) |

### Langlaufen
| Olympiër                                                                      | Discipline                       | Resultaat | Prestatie                                                       |
| ----------------------------------------------------------------------------- | -------------------------------- | --------- | --------------------------------------------------------------- |
| Emmanuel Jonnier                                                              | 30 km vrije stijl massastart (m) | 10e       | 1:13.15,1 (+1.44,1)                                             |
| Emmanuel Jonnier                                                              | achtervolging 10 km+10 km (m)    | 60e       | niet geplaatst vrije stijl (klassiek:29.21,2 + vrije stijl:dnq) |
| Christophe Perrillat                                                          | 30 km vrije stijl massastart (m) | dnf       | opgave                                                          |
| Christophe Perrillat                                                          | achtervolging 10 km+10 km (m)    | 56e       | +4.30,0 (klassiek:28.13,5 + vrije stijl:26.05,9)                |
| Alexandre Rousselet                                                           | 30 km vrije stijl massastart (m) | 47e       | 1:18.01,3 (+6.30,3)                                             |
| Alexandre Rousselet                                                           | achtervolging 10 km+10 km (m)    | 35e       | +1.52,0 (klassiek:27.28,1 + vrije stijl:24.12,9)                |
| Vincent Vittoz                                                                | 30 km vrije stijl massastart (m) | 11e       | 1:13.21,7 (+1.50,7)                                             |
| Vincent Vittoz                                                                | achtervolging 10 km+10 km (m)    | 13e       | +37,9 (klassiek:27.05,2 + vrije stijl:23.21,8)                  |
| Team Alexandre Rousselet Christophe Perrillat Vincent Vittoz Emmanuel Jonnier | 4x10 km estafette (m)            | 8e        | 1:35.50,8 (+3.05,3) 24.57,3 25.31,9 22.01,3 23.20,3             |
|                                                                               |                                  |           |                                                                 |
| Aurélie Storti                                                                | 10 km klassiek (v)               | 17e       | 30.00,2 (+1.54,6)                                               |
| Aurélie Storti                                                                | achtervolging 5 km+5 km (v)      | 31e       | +1.18,0 (klassiek:14.06,0 + vrije stijl:12.21,9)                |
| Karine Philippot                                                              | 15 km vrije stijl massastart (v) | 8e        | 40.38,6 (+44,2)                                                 |
| Karine Philippot                                                              | achtervolging 5 km+5 km (v)      | 19e       | +1.01,1 (klassiek:14.12,9 + vrije stijl:11.59,0)                |
| Annick Vaxelaire-Pierrel                                                      | 15 km vrije stijl massastart (v) | 24e       | 42.26,7 (+2.32,3)                                               |
| Annick Vaxelaire-Pierrel                                                      | achtervolging 5 km+5 km (v)      | 37e       | +1.24,2 (klassiek:14.18,6 + vrije stijl:12.16,1)                |

### Noordse combinatie
| Olympiër                                                  | Discipline      | Resultaat | Prestatie |
| --------------------------------------------------------- | --------------- | --------- | --- |
| Kevin Arnould                                             | individueel (m) | 17e       | +4.00,4 — schans: 236,5 p — 15 km: 40.37,1 |
| Kevin Arnould                                             | sprint (m)      | 34e       | +2.20,8 — schans: 101,1 p — 7,5 km: 17.35,9 |
| Nicolas Bal                                               | individueel (m) | 10e       | +2.31,6 — schans: 216,5 p — 15 km: 37.28,3 |
| Nicolas Bal                                               | sprint (m)      | 18e       | +1.24,7 — schans: 96,5 p — 7,5 km: 16.22,8 |
| Frédéric Baud                                             | individueel (m) | 37e       | +6.24,2 — schans: 206,0 p — 15 km: 40.27,9 |
| Frédéric Baud                                             | sprint (m)      | 27e       | +1.53,4 — schans: 93,1 p — 7,5 km: 16.38,5 |
| Ludovic Roux                                              | individueel (m) | 26e       | +5.10,6 — schans: 202,0 p — 15 km: 38.54,3 |
| Ludovic Roux                                              | sprint (m)      | 10e       | +1.05,6 — schans: 103,5 p — 7,5 km: 16.29,7 |
| Team Ludovic Roux Frédéric Baud Nicolas Bal Kevin Arnould | team (m)        | 6e        | +3.13,3 — schans: 846,5 p — 20 km: 48.33,5 schans: 218,0 p — 5 km: 12.11,6 schans: 203,5 p — 5 km: 11.59,9 schans: 208,0 p — 5 km: 11.45,9 schans: 217,0 p — 5 km: 12.36,1 |

### Rodelen
| Olympiër        | Discipline | Resultaat | Prestatie                                             |
| --------------- | ---------- | --------- | ----------------------------------------------------- |
| Johan Rousseau  | mannen     | 15e       | 3.00,033 (+2,092) (44,999 / 45,025 / 44,766 / 45,243) |
| Yann Fricheteau | mannen     | 18e       | 3.00,178 (+2,237) (45,240 / 45,009 / 44,869 / 45,060) |
| Mélanie Ougier  | vrouwen    | 24e       | 2.56,487 (+4,023) (44,228 / 44,055 / 44,161 / 44,043) |

### Schaatsen
| Olympiër      | Discipline | Resultaat | Prestatie        |
| ------------- | ---------- | --------- | ---------------- |
| Cédric Kuentz | 1000 m (m) | 38e       | 1.11,26 (+4,08)  |
| Cédric Kuentz | 1500 m (m) | 29e       | 1.48,20 (+4,25)  |
| Cédric Kuentz | 5000 m (m) | 24e       | 6.35,05 (+20,39) |

### Schansspringen
| Olympiër                                                           | Discipline              | Resultaat | Prestatie |
| ------------------------------------------------------------------ | ----------------------- | --------- | --- |
| Emmanuel Chedal                                                    | grote schans ind. (m)   | 28e       | 204,9 p. — 111,3 p. (118,5 m) + 93,6 p. (109,5 m) kwalificatie 21e — 111,0 p. (97,3 m)                                                                                   |
| Nicolas Dessum                                                     | normale schans ind. (m) | 22e       | 231,5 p. — 114,0 p. (90,0 m) + 117,5 p. (91,5 m) kwalificatie 7e — 91,5 p. (117,5 m)                                                                                     |
| Nicolas Dessum                                                     | grote schans ind. (m)   | 23e       | 220,1 p. — 110,3 p. (118,5 m) + 109,8 p. (118,5 m) kwalificatie 10e — 115,5 p. (104,4 m)                                                                                 |
| Florentin Durand                                                   | grote schans ind. (m)   | 58e       | kwalificatie 44e — uitgeschakeld: 96,5 p. (66,7 m) |
| Rémi Santiago                                                      | grote schans ind. (m)   | 33e       | 106,1 p. — 106,1 p. (117,0 m) + dnq kwalificatie 33e — 105,0 p. (84,0 m)                                                                                                 |
| Team Emmanuel Chedal Rémi Santiago Florentin Durand Nicolas Dessum | grote schans team (m)   | 10e       | 755,1 punten 90,3 p. (108,5 m) + 103,0 p. (115,0 m) 106,6 p. (117,0 m) + 99,8 p. (113,5 m) 73,5 p. (100,0 m) + 76,3 p. (101,0 m) 100,3 p. (113,5 m) + 105,3 p. (116,0 m) |

### Shorttrack
| Olympiër          | Discipline | Resultaat | Prestatie                                                    |
| ----------------- | ---------- | --------- | ------------------------------------------------------------ |
| Gregory Durand    | 1000 m (m) | dq        | dnq, vr 3: diskwalificatie                                   |
| Gregory Durand    | 1500 m (m) | 16e       | dnq, hf 3 (5e): 2.49,994, vr 6 (3e): 2.20,496                |
| Bruno Loscos      | 500 m (m)  | 16e       | dnq, kf 3 (4e): 1.39,879, vr 5 (2e): 43,864                  |
| Bruno Loscos      | 1000 m (m) | 17e       | dnq, vr 7 (3e): 1.28,532                                     |
| Bruno Loscos      | 1500 m (m) | 5e        | Finale: 2.19,587, hf 1 (2e): 2.15,981, vr 1 (2e): 2.23,517   |
| Ludovic Mathieu   | 500 m (m)  | 17e       | dnq, kf 4 (4e): 1.13,328, vr 8 (3e): 43,790                  |
|                   |            |           |                                                              |
| Stéphanie Bouvier | 500 m (v)  | 18e       | dnq, vr 8 (3e): 45,723                                       |
| Stéphanie Bouvier | 1000 m (v) | 12e       | dnq, kf 3 (3e): 1.35,409, vr 5 (2e): 1.37,684                |
| Stéphanie Bouvier | 1500 m (v) | 11e       | B-finale: 2.32,673, hf 1 (3e): 2.31,570, vr 5 (2e): 2.30,075 |

### Skeleton
| Olympiër         | Discipline | Resultaat | Prestatie                     |
| ---------------- | ---------- | --------- | ----------------------------- |
| Philippe Cavoret | mannen     | 17e       | 1.43,88 (+1,92) — 51,92+51,96 |

### Snowboarden
| Olympiër (deelname)     | Discipline                   | Resultaat | Prestatie |
| ----------------------- | ---------------------------- | --------- | --- |
| Sébastien Vassoney      | halfpipe (m)                 | 21e       | dnq kwal. 1: 13,5 kwal. 2:32,1 |
| Jonathan Collomb-Patton | halfpipe (m)                 | 28e       | dnq kwal. 1: 23,9 kwal. 2:28,5 |
| Mathieu Justafre        | halfpipe (m)                 | 33e       | dnq kwal. 1: 16,0 kwal. 2:12,2 |
| Nicolas Huet            | parallel- reuzen- slalom (m) | 4e        | kwalificatie: 37,49 (16e) ronde 1: wint van Gilles Jaquet, SUI (-1.78)(-dq) kwartfinale: wint van Siegfried Grabner, AUT (-1.38)(-dq) halve finale: verliest van Richard Richardsson, SWE (+1.78)(dq) bronzen finale: verliest van Chris Klug, USA (+0.15)(+1.21) +1.36            |
| Mathieu Bozzetto        | parallel- reuzen- slalom (m) | 6e        | kwalificatie: 36,90 (7e) ronde 1: wint van Dieter Krassnig, AUT (-0.46)(-1.78) -2.24 kwartfinale: verliest van Philipp Schoch, SUI (+1.78)(dq) |
| Christophe Ségura       | parallel- reuzen- slalom (m) | 21e       | dnq kwalificatie: 38,06 |
| Charlie Cosnier         | parallel- reuzen- slalom (m) | 23e       | dnq kwalificatie: 38,41 |
| Doriane Vidal           | halfpipe (v)                 | Zilver    | 43,0 p. kwal. 1: 38,3 q |
| Isabelle Blanc          | parallel- reuzen- slalom (v) | Goud      | kwalificatie: 42,20 (4e) ronde 1: wint van Steffi von Siebenthal, SUI (+0.13)(-2.07) -1.94 kwartfinale: wint van Julie Pomagalski, FRA (+0.00)(-2.07) -2.07 halve finale: wint van Jagna Marczułajtis, POL (-0.03)(-dq) finale: wint van Karine Ruby, FRA (+0.15)(-1.89) -1.74     |
| Karine Ruby             | parallel- reuzen- slalom (v) | Zilver    | kwalificatie: 41,45 (2e) ronde 1: wint van Marija Tichvinskaja, RUS (-2.07)(-0.82) -2.89 kwartfinale: wint van Lisa Kosglow, USA (-0.63)(-2.07) -2.70 halve finale: wint van Lidia Trettel, ITA (+1.92)(-2.07) -0.15 finale: verliest van Isabelle Blanc, FRA (-0.15)(+1.89) +1.74 |
| Julie Pomagalski        | parallel- reuzen- slalom (v) | 6e        | kwalificatie: 42,25 (5e) ronde 1: wint van Marion Posch, ITA (+0.94)(-2.07) -1.13 kwartfinale: verliest van Isabelle Blanc, FRA (+0.00)(+2.07) +2.07 |
| Florine Valdenaire      | parallel- reuzen- slalom (v) | 25e       | dnq kwalificatie: 44,96 |

### IJshockey
| Olympiër | Discipline | Resultaat | Prestatie |
| --- | ---------- | --------- | --- |
| Richard Aimonetto Baptiste Amar Benoît Bachelet Vincent Bachet Stéphane Barin Guillaume Besse Jean-François Bonnard Philippe Bozon Arnaud Briand Allan Carriou Karl DeWolf Laurent Gras Christobal Huet Laurent Meunier Anthony Mortas Denis Perez Benoît Pourtanel Patrick Rolland François Rozenthal Maurice Rozenthal Yorick Treille Jonathan Zwikel | mannen     | 14e       | Voorronde groep B: 3- 3 Frankrijk - Zwitserland 1- 3 Frankrijk - Wit-Rusland 2- 4 Frankrijk - Oekraïne Wedstrijd om de 13e plaats: 1- 7 Frankrijk - Slowakije |

Amerikaanse Maagdeneilanden · Andorra · Argentinië · Armenië · Australië · Azerbeidzjan · België · Bermuda · Bosnië en Herzegovina · Brazilië · Bulgarije · Canada · Chili · China · Chinees Taipei · Costa Rica · Cyprus · Denemarken · Duitsland · Estland · Fiji · Finland · Frankrijk · Georgië · Griekenland · Groot-Brittannië · Hongarije · Hongkong · Ierland · IJsland · India · Iran · Israël · Italië · Jamaica · Japan · Joegoslavië · Kameroen · Kazachstan · Kenia · Kirgizië · Kroatië · Letland · Libanon · Liechtenstein · Litouwen · Macedonië · Mexico · Moldavië · Monaco · Mongolië · Nederland · Nepal · Nieuw-Zeeland · Noorwegen · Oekraïne · Oezbekistan · Oostenrijk · Polen · Roemenië · Rusland · San Marino · Slovenië · Slowakije · Spanje · Tadzjikistan · Thailand · Trinidad en Tobago · Tsjechië · Turkije · Venezuela · Verenigde Staten · Wit-Rusland · Zuid-Afrika · Zuid-Korea · Zweden · Zwitserland

Uitgesloten van deelname: Puerto Rico